# Mercury City Tower
Der Mercury City Tower (russisch Меркурий Сити Тауэр Merkuri Siti Tauer) ist ein Wolkenkratzer in der russischen Hauptstadt Moskau und Teil des neuen Geschäftsviertels Moskau City.

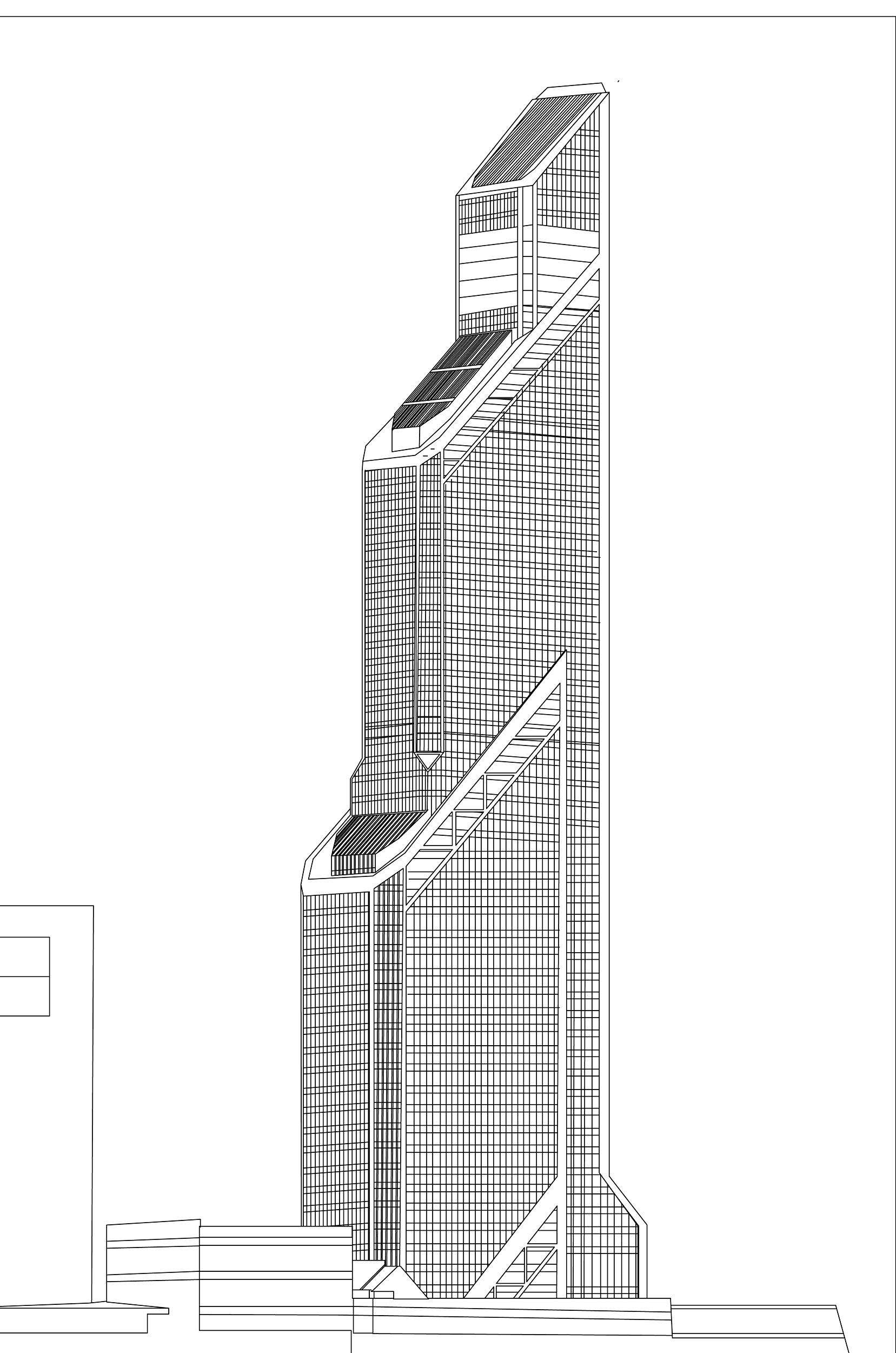
CAD-Zeichnung

Der Grundstein für den Turm wurde 2006 gelegt. Mit einer Höhe von 339 Metern ist der Mercury City Tower sowohl der zweithöchste Wolkenkratzer Europas als auch ganz Russlands. In dem 75 Stockwerke zählenden Hochhaus gibt es bis zur 40. Etage Büro- und Geschäftsräume, darüber Luxuswohnungen.
Ursprünglich sollte der Turm eine Gesamthöhe von 380 Metern erreichen, im Sommer 2011 jedoch musste die Höhe aufgrund einer neuen Bauvorschrift der Stadt Moskau verkleinert werden, da diese Vorschrift nur eine Höhe von maximal 340 Metern in diesem Gebiet vorsieht. Daher wurde die Stahlspitze, die auf dem Dach in einer Höhe von 332 Metern folgen sollte, nicht länger in den Bauplanungen berücksichtigt. Am restlichen Design des Turms wurde allerdings nichts verändert, so dass auch die Bauarbeiten keinen Einschränkungen unterworfen waren.
Das Gebäude ist vollständig in Stahlbetonbauweise errichtet und mit einer goldbraun schimmernden Glasfassade verkleidet, wodurch es in besonderem Maße aus der Skyline Moskaus hervorsticht. Die Vorstellung des zu diesem Zeitpunkt größtenteils fertiggestellten Gebäudes erfolgte am 1. November 2012. Die Baukosten sollen umgerechnet ca. 780 Millionen Euro betragen haben.